# Parlamentswahl in Ungarn 2006
- Somogyért: 1
- MSZP: 186
- Gemeinsame Kandidaten MSZP-SZDSZ: 6
- SZDSZ: 18
- MDF: 11
- Fidesz: 164

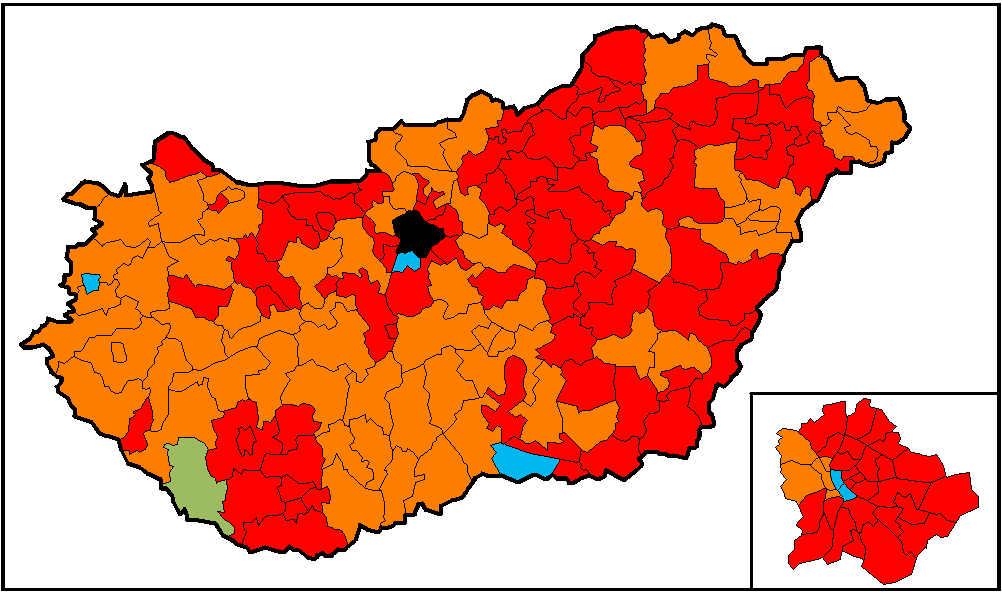
Mehrheiten nach Wahlkreisen:
MSZP (Ungarische Sozialistische Partei)
Fidesz - Ungarischer Bürgerbund
Vereinigung für Somogy
SZDSZ (Bund Freier Demokraten)

Die Parlamentswahl in Ungarn 2006 fand am 9. und am 23. April 2006 statt.

## Der Ablauf der Wahlen
Von den 386 Abgeordneten wurden 176 direkt und die restlichen über Parteilisten gewählt. Erreichte bei der Direktwahl kein Kandidat in seinem Wahlkreis die Mehrheit von 50 Prozent, gab es am 23. April eine Stichwahl.
Wichtigste Konkurrenten waren die regierende Ungarische Sozialistische Partei (MSZP) von Regierungschef Ferenc Gyurcsány und der oppositionelle rechtskonservative Bürgerbund Fidesz von Ex-Ministerpräsident Viktor Orbán. 
Der Wahlkampf zeichnete sich durch große Feindseligkeit zwischen den zwei Lagern (Fidesz und MSZP) innerhalb der Bevölkerung aus.
In Ungarn ist es verboten, ab einer Woche vor den Wahlen Wahlkampagne zu betreiben (kampánycsend-Wahlkampfstille), aber viele versuchten, gegen diese Verordnung zu verstoßen.

## Neuerungen im Wahlsystem
Im Gegensatz zur Praxis der vergangenen Parlamentswahlen durften diesmal auch Ungarn, die zwar einen ungarischen Hauptwohnsitz haben, aber sich zur Zeit des Urnenganges im Ausland aufhalten, an den jeweiligen Konsulaten ihr Wahlrecht ausüben. Eine Briefwahl war nicht möglich, und den ungarischen Staatsbürgern, die keinen Hauptwohnsitz in Ungarn haben, wurde nicht ermöglicht, zu wählen. Der erste Wahlgang im Ausland fand allerdings eine Woche früher, am 2. April statt. Die abgestempelten und von den Wählern unterzeichneten großen Kuverts, die einen anonymen Umschlag mit dem Wahlzettel enthielten, wurden am 9. April geöffnet und die Wahlzettel zusammen mit den Stimmen im jeweiligen Wahlkreis ausgezählt.

## Die Ergebnisse des ersten Wahlganges
Nach dem ersten Wahlgang stand fest, dass vier Parteien ins Parlament kommen: neben der Regierungspartei MSZP und der großen Oppositionspartei Fidesz bekamen noch die liberale SZDSZ und die "konservative Mitte", MDF (das Ungarische Demokratische Forum, 5,04 %) Mandate. Gyurcsánys MSZP kam auf 43,3 Prozent, ihr Koalitionspartner, der liberale Bund Freier Demokraten SZDSZ, erreichte 6,3 Prozent. Knapp auf Platz zwei lagen die konservativen Jungdemokraten (Fidesz) mit 42,2 Prozent der Stimmen. Die radikale national-konservative Partei MIÉP, die im Bündnis mit der irredentistisch-nationalistischen Jobbik antrat, scheiterte an der 5-Prozent-Hürde. Im zweiten Wahlgang wurde -- seit der Wende zum ersten Mal -- die bestehende Regierungskoalition von MSZP und SZDSZ im Amt bestätigt.

## Endgültige Wahlergebnisse
| Parteien | Listenstimmen | %       | Wahlkreise 1. Runde | %     | Wahlkreise 2. Runde | %     | Sitze |
| Ungarische Sozialistische Partei (Magyar Szocialista Párt, MSZP) | 2.336.705     | 43,21   | 2.175.316           | 40,26 | 1.510.360           | 46,62 | 186   |
| Bund Freier Demokraten (Szabad Demokraták Szövetsége, SZDSZ) | 351.612       | 6,50    | 340.750             | 6,31  | 64.501              | 1,99  | 18    |
| Gemeinsame Kandidaten MSZP-SZDSZ | 154.616       | 154.616 | 154.616             | 2,86  | 72.802              | 2,25  | 6     |
| Vereinigung für Somogy (Somogyért) |               |         | 9.457               | 0,17  | 13.329              | 0,43  | 1     |
| MSZP und Verbündete | 2.688.317     | 49,71   | 2.680.134           | 49,60 | 1.660.992           | 51,27 | 211   |
| Fidesz-KDNP - Fidesz – Ungarischer Bürgerbund (Fidesz - Magyar Polgári Szövetség) - Christlich-Demokratische Volkspartei (Kereszténydemokrata Néppárt, KDNP)                      | 2.272.979     | 42,03   | 2.269.244           | 41,96 | 1.511.426           | 46,65 | 164   |
| Ungarisches Demokratisches Forum (Magyar Demokrata Fórum, MDF) | 272.831       | 5,04    | 238.570             | 4,41  | 15.973              | 0,50  | 11    |
| Gemeinsame Kandidaten Fidesz/KNDP-MDF |               |         | 34.109              | 0,63  | 33.029              | 1,02  | 0     |
| Gemeinsame Kandidaten MDF und anderer Parteien |               |         | 14.838              | 0,27  | 3.640               | 0,11  | 0     |
| Fidesz und Verbündete | 2.545.810     | 47,07   | 2.557.259           | 47,32 | 1.564.068           | 48,28 | 175   |
| MIÉP–Jobbik-Allianz (MIÉP-Jobbik a Harmadik Út pártszövetség) - Partei für Ungarisches Recht und Leben (Magyar Igazság és Élet Pártja) - Jobbik (Jobbik Magyarországért Mozgalom) | 119.007       | 2,20    | 92.802              | 1,70  | 231                 | 0,01  | 0     |
| Ungarische Kommunistische Arbeiterpartei (Magyar Kommunista Munkáspárt) | 21,955        | 0,41    | 16.379              | 0,30  |                     |       | 0     |
| Ungarische Zentrumspartei (Centrum Összefogás Magyarországért) | 17.431        | 0,32    | 14.126              | 0,26  |                     |       | 0     |
| Gesamt | 5.408.050     | 100,0   | 5.403.691           | 100.0 | 3.239.752           | 100,0 | 386   |
| Quelle: Valasztas.hu |               |         |                     |       |                     |       |       |

## Kritik und Proteste
Nachdem am 17. September 2006 eine geheim-interne Parteirede von Ministerpräsident Ferenc Gyurcsány bekannt wurde, in welcher dieser davon berichtete, dass er und seine engeren Vertrauensleute die Öffentlichkeit über Jahre durchweg belogen hatten, um die Wahlen zu gewinnen, löste dies in breiten Teilen der Bevölkerung heftige Proteste aus. Auch mit diesem Hintergrund kam es im Oktober gleichen Jahres im Rahmen der 50-Jahre-Gedenkfeierlichkeiten zum Ungarischen Volksaufstand zu von oppositionellen Parteien wie der FIDESZ organisierten Massendemonstrationen mit teils gewalttätigen Ausschreitungen, gegen die die Polizei ihrerseits mit äußerster Brutalität vorging, indem sie nicht nur Tränengas und Wasserwerfer einsetzte, sondern auch mit Gummigeschossen, oft sogar gezielt in Gesichtshöhe auf die Menge feuerte. Dabei wurden mehrere Demonstranten zum Teil schwer verletzt: einem wurde das Auge ausgeschossen, einem anderen das Kinn durchschossen.